# رالف مايرز
رالف مايرز (بالإنجليزية: Ralph Myers)‏ هو مخرج أسترالي، ولد في 20 مارس 1979.